# Palais de la Galazière
Le palais de la Galazière est un édifice situé dans la ville de Saint-Dié-des-Vosges, dans les Vosges en région Grand Est.

## Historique
Vivement désirée par les Ducs de Lorraine, la création d'un Quatrième Évêché en territoire Ducal fut un enjeu majeur pour le duché de Lorraine de 1552 jusqu'à 1737. Longtemps envisagé à Nancy, qui abrite depuis 1602 la primatiale de Lorraine, puis en lieu et place du prestigieux chapitre collégial de Saint-Dié.
C'est finalement à la suite de l'annexion par le Royaume de France du Duché de Lorraine, en 1766, qu'est tranchée la création d'un diocèse à Saint-Dié en 1777, à la suite d'un démembrement notable de l'antique diocèse de Toul qui y perd ses prestigieuses abbayes vosgiennes (Étival, Moyenmoutier, Senones).
Si l'ancienne et élégante collégiale romane et gothique était depuis 1717 déjà pourvue d'une majestueuse façade Classique édifiée par Giovanni Betto, il fallut édifier un palais digne de la dignité épiscopale. Ce fut Jean-Michel Carbonnar qui fut chargé d'édifier ce palais en 1782 agrémenté d'une élégante colonnade.
Le palais est classé au titre des monuments historiques par arrêté le 18 juillet 1933.
En 1944, à la suite du dynamitage du chœur de la cathédrale, le palais attenant est également soufflé sauf la majestueuse façade dont la colonnade fut sauvée et restaurée après-guerre, le reste du palais ne sera jamais reconstruit.
Le transfert du siège du diocèse est décidé par Mgr Henri Brault, en 1953, pour Épinal, préfecture départementale.
Pour le bicentenaire de la création du diocèse est inauguré en 1977 le musée Pierre-Noël du nom du maire à l'initiative du musée. Le musée est à la fois un musée archéologique et historique de la région ainsi qu'un musée des Beaux-Arts.
Le musée permet de découvrir certains éléments conservés de l'ancien palais épiscopal notamment le vaste escalier d'honneur du XVIIIe siècle.